# Belle (Film)
Belle (japanisch 竜とそばかすの姫 Ryū to Sobakasu no Hime, deutsch „Der Drache und die sommersprossige Prinzessin“) ist ein Anime-Film des Regisseurs Mamoru Hosoda aus dem Jahr 2021.

## Handlung
Suzu lebt mit ihrem Vater in einem Haus in den Bergen. Jeden Tag macht sie sich auf den Weg in die weit entfernte Schule. Sie ist sehr schüchtern und hat außer Hiroka keine Freunde in der Schule. Selbst zu ihren Kindheitsfreund Shinobu hält sie Abstand. Ihr blankes Gegenteil ist die beliebte, schöne Klassensprecherin Ruka Watanabe, die immer wieder versucht, Suzu zu helfen. Seit dem Tod ihrer Mutter, mit der sie oft gesungen hat, kann Suzu auch nicht mehr singen, obwohl sie das früher so geliebt hat. Ihre Mutter ist bei der Rettung eines anderen Kindes im reißenden Fluss ertrunken. Ihre Freundin lädt sie eines Tages in die digitale Welt „U“ ein. Mithilfe einer App und Kopfhörern wird ein digitaler Avatar erstellt, der sich den biometrischen Daten der realen Person anpasst. Auf diese Weise wird Suzu zu Belle und nutzt die Anonymität von „U“, um wieder zu singen. Über Nacht wird sie zum Superstar und viele Nutzer fragen sich, wer Belle ist.
In der realen Welt erhält Suzu von Hiroka Unterstützung für die U-Konzerte, der die Aufregung um den neuen, von ihr kreierten Star große Freude macht. In der realen Welt aber kann Suzu ihr Verhältnis zu Shinobu nicht klären, von dem sie glaubt, dass er in Ruka verliebt ist oder sie in ihn. Schließlich bittet Ruka sie sogar um Hilfe in Liebesdingen. Dann wird Belle bei ihrem größten Konzert vom Biest unterbrochen, einem legendären Kämpfer, der seine erlittenen Wunden offen zur Schau stellt. Dieser wird von der Gerechtigkeitsgruppe verfolgt, die ihn demaskieren und so in der Öffentlichkeit vorführen und entmachten will. Doch das Biest entkommt und Belle empfindet Mitleid mit ihm. In beiden Welten bricht eine Hexenjagd auf der Suche nach der Person hinter dem Biest aus. Auch Suzu und Hiroka beteiligen sich daran, doch können sie, ebenso wie die Medien, die Person nicht identifizieren. In „U“ gelangt Belle schließlich zum Schloss des Biests und erkennt, dass die Person sich genauso wie sie hinter der Maske versteckt, um die inneren Wunden nicht zeigen zu müssen. Bald darauf wird das Schloss allerdings von der Gerechtigkeitsgruppe gestürmt und das Biest, das weitere Wunden erleidet, muss fliehen.
In der realen Welt trifft Suzu in ihrem Dorf auf Shinobu, der sich endlich mit ihr aussprechen will. Und Ruka erscheint ebenfalls hier und gesteht dem Außenseiter der Klasse, Shinjiro „Kamishin“ Chikami, ihre Liebe. Zusammen gehen die Schüler zur alten Grundschule und versuchen, die Person hinter dem Biest zu finden. Schließlich finden sie zwei Brüder, die ohne Zuschauer online streamen. Hierbei werden sie Zeugen, wie die beiden Kinder von ihrem Vater misshandelt werden und der ältere Kei sich vor seinen Bruder stellt und ihn schützt. Suzu ruft die beiden an, allerdings glaubt Kei ihr nicht. Hierauf beschließt Suzu auf Vorschlag von Shinobu, ihre Identität bekannt zu geben und ein Liebeslied über das Biest zu singen. Hierdurch erkennt Kei ihre guten Absichten und will Suzu seine Adresse geben, doch sein Vater unterbricht die Verbindung. Die Polizei ist nicht bereit zu helfen und so macht sich Suzu allein auf den weiten Weg nach Tokio, um Kei und seinen Bruder zu retten. An deren Haus angekommen, stellt sich Suzu dem wütenden Vater in den Weg, der sie verletzt, aber dann vor ihr zurückweicht. Darauf umarmen sich die Jugendlichen. Suzu kehrt erleichtert nach Hause zurück, wo sie Frieden mit ihrem Vater schließt und die Selbstlosigkeit ihrer Mutter erkennt. Schließlich kann sie befreit mit ihren Freunden singen.

## Produktion und Veröffentlichung
Der Anime entstand nach einem Drehbuch und unter der Regie von Mamoru Hosoda bei Studio Chizu. Teile der Geschichte sind inspiriert vom französischen Volksmärchen Die Schöne und das Biest und dessen Verfilmungen. Das Charakterdesign für die reale Welt entwarf Hiroyuki Aoyama, für U wurden die Avatare von Jin Kim entworfen. Die Computeranimationen entstanden unter der Leitung von Ryo Horibe und Yohei Shimozawa und für die Kameraführung waren Jumi Lee, Kei Machida und Manabu Kamitōno verantwortlich. Die Musik komponierten Ludvig Forssell, Taisei Iwasaki und Yūta Bandō.
Die Weltpremiere erlebte der Film beim Filmfestival in Cannes am 15. Juli 2021. Am Tag darauf kam der Anime in die japanischen Kinos. In Deutschland wird der Film über den Verleih Koch Films vertrieben. Der Film kam am 9. Juni 2022 in die deutschen Kinos.

### Synchronisation
Die deutsche Synchronfassung des Filmes entstand bei der Cinephon Filmproduktions-GmbH in Berlin. Madeleine Stolze war hier die Verantwortliche für Dialogbuch und -regie, während Achim Götz die Bearbeitung der Liedtexte und die musikalische Leitung übernahm.
| Rollenname          | Japanischer Sprecher | Deutscher Sprecher |
| ------------------- | -------------------- | ------------------ |
| Suzu Naitou/Belle   | Kaho Nakamura        | Lara Trautmann     |
| Suzu Naitou (jung)  | Kaho Nakamura        | Suree Chuh         |
| Hatanaka            | Sachiyo Nakao        | Maud Ackermann     |
| Hiroka Betsuyaka    | Lilas Ikuta          | Lea Kalbhenn       |
| Jellinek            | Andrew Kishino       | Fabian Oscar Wien  |
| Justin              | Toshiyuki Morikawa   | Peter Lontzek      |
| Kei/Drache/Biest    | Takeru Satou         | Patrick Baehr      |
| Kei und Tomos Vater | Ken Ishiguro         | Sven Gerhardt      |
| Kita                | Michiko Shimizu      | Julia Biedermann   |
| Luka Watanabe       | Tina Tamashiro       | Laura Oettel       |
| Maru                | Mamoru Miyano        | Gerald Schaale     |
| Nakai               | Yoshimi Iwasaki      | Cathlen Gawlich    |
| Okumoto             | Fuyumi Sakamoto      | Christin Quander   |
| Shinjirou Chikami   | Shōta Sometani       | Tim Schwarzmaier   |
| Shinobu Hisatake    | Ryō Narita           | Niko Sablik        |
| Suzus Vater         | Kōji Yakusho         | Marcus Off         |
| Tarou               | Mamoru Miyano        | Stefan Bräuler     |
| Tomo/Angel          | Hana                 | Mika Hinz          |
| Ghul                | N.N.                 | Rüdiger Kluck      |

## Rezeption
Nach Sabine Horst „versteht [der Film] das Erwachsenwerden seiner Heldin nämlich nicht als automatischen Weg in die Ehe, und hinter dem Drachen-Avatar steckt auch kein Prinz. Belle-Suzu muss selbst ihre Tarnung aufgeben und lernen, in der realen Welt Beziehungen herzustellen, eine Art konfuzianisch inspiriertes, von Solidarität statt Konkurrenz getragenes, familiäres Gegen-Netz zu knüpfen.“
Nach Hanns-Georg Rodek „entführt uns [der Film] in die parallelen Welten, in denen die TikTok-Generation zu Hause ist. Und zeigt, wie sie lebt, liebt, leidet. Und warum Traumabewältigung heute so wichtig ist.“
Die Redaktion des deutschen Online-Portals Filmdienst wählte das Werk auf Platz 15 der besten Filme des Jahres 2022.

## Auszeichnungen
Japanese Academy Award 2022
- Gewinner in Best Music Score
- Nominiert in Best Animation Film

Annie Award 2022
- Nominierung in Best Indie Feature
- Nominierung in Best FX – Feature
- Nominierung in Best Direction – Feature
- Nominierung in Best Production Design – Feature
- Nominierung in Best Writing – Feature